# Leif Edling
Pour les articles homonymes, voir Edling.
Leif Edling (6 août 1963 en Suède) est un bassiste suédois de heavy metal. Il est le fondateur, le compositeur et le bassiste du groupe de doom metal suédois Candlemass et il a participé à plusieurs autres groupes de heavy metal dès la fin des années 1970, le plus souvent en assurant la basse.

## Biographie
Leif Edling commence sa carrière musicale en 1979, chantant dans le groupe suédois de heavy metal Trilogy. Au début des années 1980, il est bassiste d'un second groupe de heavy metal suédois, Witchcraft.

En 1982, il forme le groupe de doom metal Nemesis : il y assure le chant et la basse, accompagné aux guitares par Anders Wallin et Christian Weberyd et à la batterie par Anders Waltersson. Il enregistre et publie avec ce groupe un EP nommé The Day of Retribution en 1984.
Cette même année, le groupe Nemesis est dissous et Leif Edling fonde Candlemass ; il utilise alors les compositions de Nemesis pour certains titres. Candlemass est actif jusqu'en 1993, année de sa première séparation : Leif s'investit alors dans son nouveau groupe de power metal Abstrakt Algebra, jouant la basse aux côtés du chanteur Mats Levén (ancien chanteur du groupe de Yngwie Malmsteen), du guitariste Patrik Instedt, du batteur Jejo Perkovic et du claviériste Carl Westholm. Le groupe enregistre et publie, chez le label Megarock, un premier album éponyme en 1995 ; un second album est enregistré mais ne sera distribué qu'en 2006 à l'occasion de la réédition de l'album Dactylis Glomerata de Candlemass.

Le groupe Abstrakt Algebra est dissous peu après[Quand ?], puis Leif reforme Candlemass en 1997. Il fonde en 2002 le groupe de doom metal Krux, accompagné par le chanteur Mats Levén, les guitaristes Jörgen Sandström et Fredrik Åkesson (ancien membre de Arch Enemy), du claviériste Carl Westholm et du batteur Peter Stjärnvind (ancien membre de Merciless).
En 2008, Leif intègre le groupe de metal progressif suédois Jupiter society et sort un album solo intitulé Songs of Torment, Songs of Joy. Il poursuit par ailleurs son travail avec Candlemass, qui publie l'album Death Magic Doom en 2009 et qui devrait se présenter au festival Wacken Open Air en 2010.
En 2013 il fonde le groupe Avatarium et en 2016 il sort une demo d'un nouveau projet nommé The Doomsday Kingdom. Depuis 2014 il ne monte plus sur scène en raison de problèmes de santé,.

## Discographie

### avec Nemesis
- 1984 - The Day of Retribution (EP)

### avec Candlemass
- 1986 - Epicus Doomicus Metallicus
- 1987 - Nightfall
- 1988 - Ancient Dreams
- 1989 - Tales of Creation
- 1992 - Chapter VI
- 1998 - Dactylis Glomerata
- 1999 - From the 13th Sun
- 2005 - Candlemass
- 2007 - King of the Grey Islands
- 2009 - Death Magic Doom
- 2012 - Psalms for the Dead

### avec Abstrakt Algebra
- 1995 - Abstrakt Algebra

### avec Krux
- 2002 - Krux
- 2006 - II
- 2011 - III - He Who Sleeps Amongst the Stars

### album solo
- 2008 - Songs of Torment, Songs of Joy

### avec Avatarium
- 2013 - Avatarium
- 2015 - The Girl with the Raven Mask
- 2017 - Hurricanes and Halos

### avec The Doomsday Kingdom
- 2016 - Never Machine (EP)
- 2017 - The Doomsday Kingdom